# Myzopoda schliemanni
Myzopoda schliemanni är en fladdermusart i familjen sugskålsfotade fladdermöss som först beskrevs av Goodman et al. 2007. Tidigare antogs att populationen tillhör Myzopoda aurita. Arten är uppkallad efter Prof. Dr. Harald Schliemann från Zoologisches Institut i Hamburg som publicerade flera studier om sugskålsfotade fladdermöss.

## Utseende
Denna fladdermus har liksom sin nära släkting tjocka polstrar vid hand- och fotleden som liknar en sugskål. Avvikelser mellan arterna finns i kroppens yttre mått, i pälsens färg och i skallens konstruktion. Tre exemplar av Myzopoda schliemanni hade en absolut längd av 92 till 107 mm, inklusive en 44 till 47 mm lång svans. Vikten varierade mellan 7,8 och 10,3 g. Håren på ryggen är grå vid roten och ljusbrun vid spetsen. På framsidan förekommer helt gråa hår. De stora öronen är liksom hos Myzopoda aurita trattformiga och inte sammanlänkade på huvudet.

## Utbredning och ekologi
Arten förekommer på nordvästra Madagaskar. Den vistas i låglandet och i kulliga områden mellan 35 och 200 meter över havet. Under olika studier fångades individer av Myzopoda schliemanni med hjälp av nät som var uppspänt i skogar. Antagligen vilar fladdermusen liksom den andra arten i samma släkte på stora blad. Myzopoda schliemanni hittades även i en grotta.

## Status
Antagligen påverkas arten av skogsavverkningar. Den förekommer i två nationalparker och i några andra skyddszoner. IUCN listar Myzopoda schliemanni som livskraftig (LC).